# Hökhuvud
Hökhuvud is een plaats in de gemeente Östhammar in het landschap Uppland en de provincie Uppsala län in Zweden. De plaats heeft 89 inwoners (2005) en een oppervlakte van 27 hectare.